# Демьянская, Виктория Михайловна
Виктория Михайловна Демьянская (урожд. Дмитриева) (18 июля 1945, Душанбе, Таджикская ССР, СССР) — советская баскетболистка и баскетбольный тренер. Мастер спорта СССР (1968), заслуженный мастер спорта СССР (1971). Заслуженный тренер Казахской ССР (1978). Чемпионка мира по баскетболу (1971).

## Биография
Переехала в Чебоксары с семьёй в 1947 году. Воспитанница Чебоксарской ДЮСШ № 1. В 1963 году поступила на химический факультет Казанского государственного университета имени В. И. Ульянова-Ленина.
- Чемпионка РСФСР (1965) в составе свердловской команды «Уралмаш»
- Чемпионка Европы (1971)
- Чемпионка мира (1971)
- Победительница IX Всемирного фестиваля молодёжи и студентов (1968)
- Победительница первенств ЦС ДСО «Динамо» и «Буревестник»
- Победительница Спартакиады профсоюзов РСФСР (1965)

Окончила среднюю школу № 3 Чебоксар (1963) и Казахский институт физкультуры (1970). Работала тренером по баскетболу в Казахской ССР (1978-95), в 1980 году возглавила сборную школьников республики.
С 1995 года — учитель физкультуры в Чебоксарской средней школе № 43, заместитель директора по физкультурно-оздоровительной работе в школе № 59.
В настоящее время работает в «ДЮСШ по баскетболу им. В. И. Грекова» инструктором-методистом (Чебоксары).
Является Председателем Совета ветеранов спорта Калининского района г. Чебоксары.